# Сафарян, Павел Дантонович
Па́вел Данто́нович Сафаря́н (арм. Պավել Սաֆարյան, 20 ноября 1958, село Лусакунк, Вардениский район) — армянский государственный деятель.
- 1975—1980 — Ереванский институт народного хозяйства.
- 1984—1988 — аспирантура того же института. Кандидат экономических наук. Автор 30 научных статей.
- 1980—1982 — служил в советской армии.
- 1980, 1982—1990 — работал в институте экономики АН Армении в качестве экономиста, старшего экономиста, младшего научного сотрудника, научного сотрудника.
- 1984—1990 — преподавал в Ереванском политехническом институте и Армянском педагогическом институте им. Х. Абовяна.
- 1990—1991 — работал советником, а затем начальником финансового отдела экономической комиссии при Совете Министров Армянской ССР.
- 1991—1994 — Заместитель начальника налоговой испекции при правительстве Армении.
- 1994—1997 — Министр-начальник налоговой инспекции РА
- 1997—2001 — Заместитель министра финансов и экономики Армении.
- С 2001 — Первый заместитель министра финансов и экономики Армении.
- С 2008---- Первый заместитель министра  финансов Армении
- С 2019 --- Испольнительный директор Филиала МГУ им.М.В.Ломоносова в Ереване.